# Hi-5

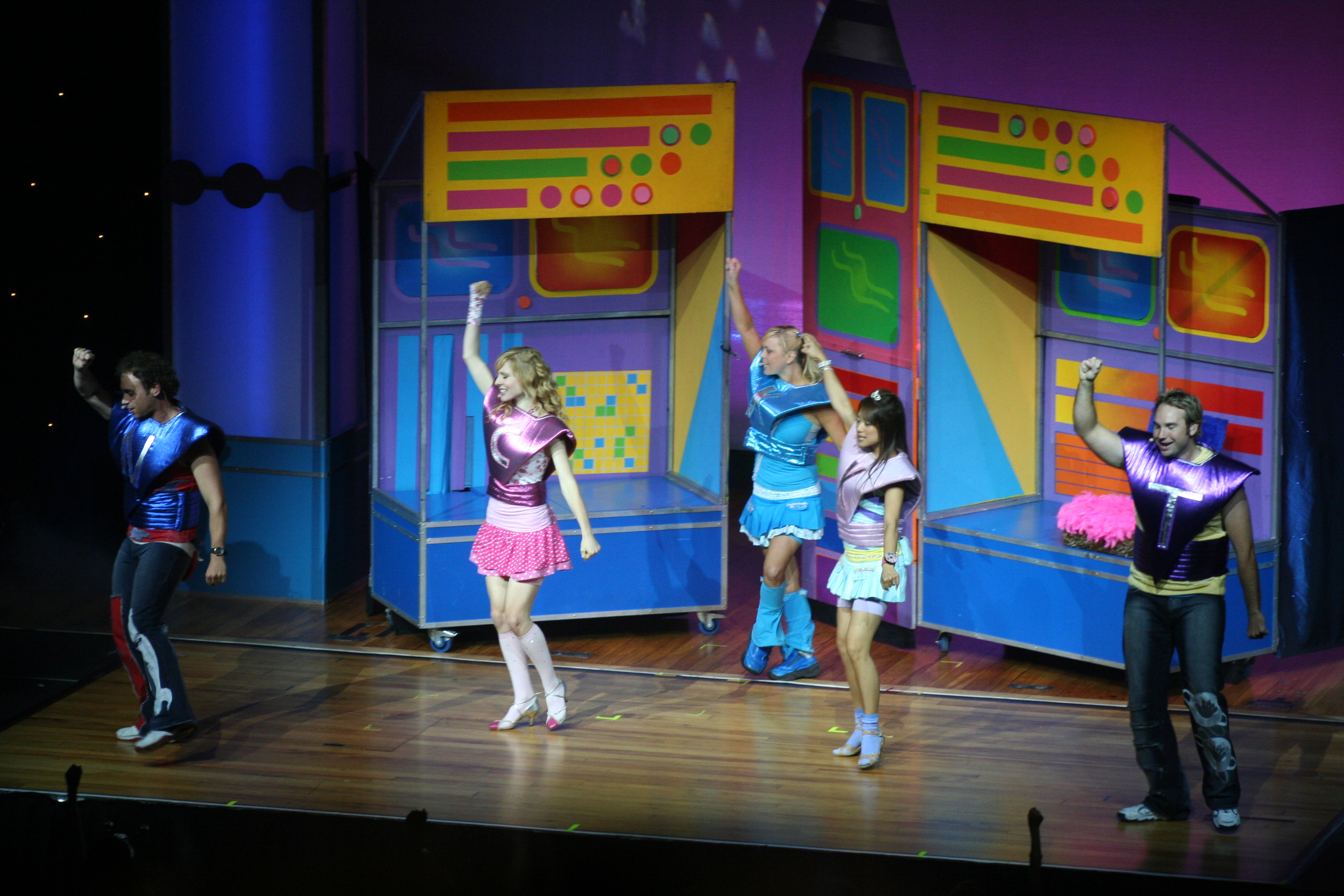
Os integrantes originais Nathan, Charli, Kellie, Kathleen e Tim (pela ordem da imagem) no show Hi-5 Space Magic na Nova Zelândia.

Hi-5 (AFI: raifaivi) é uma série de TV infantil australiana criada por Helena Harris e Posie Graeme-Evans em 1998 e exibida pela rede australiana Nine Network de 1999 a 2011. Na série, os cinco integrantes do elenco cantam, dançam, imaginam e divertem as crianças. Foi um dos grandes sucessos infantis no país, ganhando versões norte-americanas, inglesas, vietnamitas, entre 2014 e 2016, quando foram lançadas novas versões argentinas, filipinas e  indonésias.
Na versão original, o grupo sofreu reformulações no elenco de 2006 a 2008 e de 2012 a 2016. Em 2013, o grupo ganhou um filme chamado Hi-5: Some Kind of Wonderful. Mais tarde, o grupo começou a fazer turnês, sendo simultaneamente um grupo musical. Em 2 de novembro de 2009, o canal Discovery Kids transmitiu no Brasil (o único país lusófono a transmitir a série) a 11ª temporada da versão australiana, porém, o último episódio inédito exibido no país, que era da 13ª temporada (a última a ser transmitida no canal) foi transmitido em 12 de julho de 2013. Desde então, os episódios da 2ª fase da versão original são reprisados. A partir do dia 17 de novembro de 2014, "A Casa do Hi-5" começa a ser transmitido no canal. 
Em 2012 o Hi-5 fora vendido para uma empresa malaia (por isso, a 14ª temporada da versão australiana foi cancelada) e em 2013, a nova série denominada Hi-5 House (em português: A Casa do Hi-5) passava a ser gravada em Singapura, descontinuando a versão australiana (ainda que esta série seja um spin-off dela). Da 15ª temporada em diante, a série foi gravada na Malásia. A partir da 17ª temporada, a série volta para as mãos da Nine Channel, que promove um novo elenco e estreou em 15 de maio de 2017 no bloco 9GoKids.
As adaptações fora da Austrália surgiram em 2002. O Discovery Communications realizava uma parceria inédita com a rede australiana e durante duas temporadas exibiu a versão americana da série no Discovery Kids americano em 2003. A série que o Discovery Kids exibiu em fevereiro de 2007 na América Latina era gravada na Austrália com atores americanos e rendeu bons investimentos comerciais e repercussão de seu público. Já em 2008, foi a vez do Reino Unido realizar a sua versão, gravada na Inglaterra pelo canal de TV Cartoonito, não obtendo o mesmo êxito e sendo cancelada no final do mesmo ano. Após 4 anos, mais uma adaptação foi feita para o Vietnã com o nome de Chao Be Yeu, e dois anos depois, outras duas adaptações foram feitas: a série Festa Hi-5, criada para a Telefe, que foi exibida no Discovery Kids de fevereiro de 2015-2016 e, no mesmo ano, a versão filipina para a TV5. Já em 27 de novembro de 2017, foi lançada a versão indonésia pelo canal Trans7.

## História

### 1998-1999: A criação e a estreia do programa na Austrália
Em 1998, Helena Harris e Posie Graeme-Evans criaram, em Sydney, o Hi-5, quando os dois filhos de Helena Harris se livraram de "Bananas de Pijamas" e para as crianças aprenderem e se divertirem com músicas. Neste mesmo ano, as primeiras audições ocorreram com o elenco original, sendo assim o primeiro programa infantil a ter uma nova concepção e estreou em janeiro de 1999 com a primeira fase (Hi-5 1999). O formato original (mesmo utilizando o sistema de fases, sendo a segunda fase em 2009) é considerada a mais longa da franquia Hi-5. Em 2005, foi premiada cinco vezes no Australian Logie Awards, como "Melhor álbum infantil" e outros prêmios. Os integrantes originais eram Kellie Crawford, Nathan Foley, Charli Robinson, Kathleen de Leon Jones e Tim Harding. Naquela época, Helena Harris assumia a direção com a vice-direção de Noel Price.[carece de fontes?]

### 2003: A versão americana
O Hi-5 ganhou uma versão americana em 2002, cujo projeto teve o foco de ser transmitido nos Estados Unidos, que ocorreu de 24 de fevereiro de 2003 até 6 de outubro de 2006. As razões foram a popularidade da série na Austrália e o fato do elenco original não agendar muitos shows fora da Austrália. Inclusive nos Estados Unidos (até mesmo depois do anunciado da vinda do Hi-5 para o território americano), parte da equipe americana teve que fazer o novo grupo no país, porém, as filmagens foram feitas no mesmo set de filmagem da série original. Os integrantes eram: Kimee Balmilero, Curtis Cregan, Shaun Taylor-Corbett, Karla Cheatham Mosley e Jennifer Korbee. Em 2005, foi indicado 3 vezes para o Emmy Awards, durante a exibição da 2ª temporada. O fim do programa (que ocorrera após a entrada de dois novos integrantes: Yasmeen Sulieman e Sydney James) ocorreu nas gravações da 3ª temporada, que foi rejeitada em 2006, apesar de as turnês (com a entrada dos novos integrantes) continuarem até setembro de 2007.

### 2004-2005: A mais curta temporada na TV
Originalmente, cada temporada na versão australiana possui 45 episódios, mas isso não aconteceu na 6ª temporada em 2004. A 6ª temporada foi produzida em 2002 e 2003, contendo apenas 30 episódios, e curiosamente teria sido gravado entre a 4ª e a 5ª temporada. Um dos motivos é que deram tempo para as gravações da versão americana na época, quanto a reformulação no cenário principal que viria na temporada seguinte. A 2ª temporada da versão americana foi adiada para 2005 pela mesma situação.
A segunda e última temporada americana da mesma só produziu apenas 25 episódios (excetuando dois temas - isto é, 10 episódios - que foram cancelados na exibição da versão americana). A mesma quantidade ocorreu em Hi-5 House e Hi-5 Fiesta.

### 2006-2009: Mudanças de elenco, renovação e Hi-5 americano no Brasil
Em 2006, por motivo de gravidez, Kathleen Jones saiu e foi substituída por Sun Park (posteriormente com sobrenome: Pezzimenti), porém, participou em 3 episódios em 2007 (na 9ª temporada) com sua filha Mikayla Jones, que tem apenas um ano, fruto dela com o músico Daniel Jones, ex-integrante da banda australiana Savage Garden.
Em 2007, depois das filmagens da 9ª temporada, Tim Harding sofreu um acidente de moto e foi substituído pelo Stevie Nicholson, que estreou apenas no último ano da 1ª fase da versão australiana, em 2008, já que isso aconteceu depois da temporada. No fim de 2008, foi caracterizando o fim desta, pois, depois das gravações da 10ª temporada, Nathan, Kellie, Charli e Sun continuaram somente nas turnês. Durante os últimos shows desta fase, Casey Burgess estreou como a substituta de Charli Robinson. Em novembro do mesmo ano, Nathan Foley e Kellie Crawford anunciaram sua despedida no grupo e no programa, que só deixaram em Dezembro. Junto a Sun Pezzimenti, o programa viria a continuar por mais cinco anos por conta da renovação de elenco.
Para alguns países da América Latina, incluindo o Brasil, a adaptação americana teve seu interesse tomado e assim, a franquia Hi-5 começou a ser lançada nesta região em fevereiro de 2007 pelo canal Discovery Kids com a dublagem e as canções feitas pelos estúdios da Vox Mundi (SP), que dublou posteriormente a 2ª fase da versão australiana. A série, na América Latina, começava a partir desta versão, que teve DVDs lançados pela LogOn de 2008 a 2009, além de outras mídias. Depois da descontinuação da produção desta versão em 2006 nos EUA, além da despedida da versão americana que ocorreu em setembro do ano seguinte, a versão americana foi substituída pela 2ª fase da versão original (australiana).

### 2008-2013: A versão inglesa, estreia da segunda fase e chegada ao Brasil
Em 2008, Helena Harris e Posie Graeme-Evans teriam viajado para a Inglaterra para criar uma nova versão, mas com um elenco britânico, a série teve uma única temporada. Segundo um guia de episódios pela IMDB, a série teria sido dividida em 4 partes entre 2008 e 2011. Os integrantes eram: Chris Edgerley, Luke Roberts, Emma Nowell, Catherine Sandion e Jenny Jones.
Mesmo com o contrato renovado, a nova versão do programa confirma os então novatos do grupo - Stevie Nicholson e Casey Burgess, que continuam - e em 23 de fevereiro de 2009, foram revelados os novos membros: Tim Maddren, Lauren Brant e Fely Irvine. Noel Price assumiu a diretoria depois que Helena teria viajado para a Inglaterra para criar a versão inglesa desde o começo de 2008. Em novembro de 2009, a então nova temporada chega a América Latina e ao Brasil pelo canal Discovery Kids, substituindo a versão americana, pois já havia deixado de ser produzido nos Estados Unidos, considerando como a 3.ª temporada da franquia (a 11.ª temporada), mas é a primeira na versão original (pois não foi exibida a primeira fase da mesma antes).

### 2011-2013: Mudanças de elenco, aquisição pela Asiasons eHi-5 House
Fely Irvine se despediu do Hi-5 em 24 de Dezembro de 2011 e a coreana Dayen Zheng assumiu o posto desde o início de 2012. A produção da versão original, apesar de seu spin-off, cessou na 13ª temporada, pois a série foi vendida para uma empresa da Malásia chamada Asiasons Group por 25 milhões de dólares (como teria sido dada como o fim da série Hi-5, pelo vencimento de contrato com as produções das temporadas exibidas), além da concentração de shows em alguns países asiáticos e de origem. A Asiasons engloba a total participação nos direitos de turnês e comerciais. Assim como o Discovery Kids dos países latinos, o Disney Junior da Ásia exibe a mais recente temporada e um dos países asiáticos onde é exibido o programa, é dublado na língua malaia (exceto as canções principais e de songlets). Em 24 de dezembro de 2012, Casey Burgess e Tim Maddren anunciaram a saída do grupo, em que ficaram até 19 de janeiro de 2013.
Em 23 de janeiro de 2013, foram divulgados os novos nomes dos integrantes - Mary Lascaris e Ainsley Melham. Estes estariam compondo a 3ª geração do elenco do Hi-5 Austrália com Stevie, Lauren e Dayen. A revelação desses novos membros foi mostrada no dia 23 de Janeiro de 2013 no Shopping Westpoint, localizado em Melbourne, na Austrália. Em 25 de fevereiro, foi anunciado e mostrado o lançamento de um filme chamado Hi-5: Some Kind of Wonderful, que é um documentário sobre as audições com os candidatos aos novos integrantes, exibido entre os dias 23 de março e 28 de abril na Austrália e Nova Zelândia, porém, ainda não tem previsão de vir ao Brasil quanto a nova série citada abaixo.
O último episódio do Hi-5 foi em 12 de julho de 2013 com o tema "Música" com a música "Fazendo Música". Lim (porta-voz da Asiasons Company) confessa que estão emocionados e que vai ser divertido. estavam desenvolvendo um projeto de uma série derivada chamada World Chats (O Mundo de Tata) e a esperada nova temporada. Lauren afirmou nas redes sociais de agosto a outubro de 2013 que o próprio grupo viria em breve para o Brasil, junto com possibilidades do filme ser exibido. Já no mesmo mês, a produtora executiva da série anunciou que a nova série viria ser filmada em Singapura com o nome de Hi-5 House (em português: A Casa do Hi-5). A primeira temporada da nova versão possui 25 episódios, estreou no dia 04 de novembro de 2013 no canal Nick Jr. e no mesmo mês no Singapura pelos canais Disney Junior e Okto. Em 24 de fevereiro de 2014, começou a ser transmitida no Canal 11 da Austrália.

### 2014-2016: Novas trocas de integrantes e turnês
A versão vietnamita da série foi produzida pela Tri Viet Media em 2012. Esta versão é a primeira série de Hi-5 a não ser gravado em língua inglesa, mas sim, em língua vietnamita. Sendo chamada de Chão Bé Yêu, que teve uma temporada em 2012 no canal HTV 7, tendo apenas um tema (uma regravação de duas músicas da série original no mesmo episódio).[carece de fontes?]
Enquanto isso em Singapura, a 15ª temporada (que até então uma grande novidade - a entrada de Tanika Anderson - não foi revelada) foi produzida desde o mês de abril de 2014 na qual a série passou a ser filmada na Malásia, pois havia sido anunciado uma seleção de crianças australianas, neozelandesas, cingalesas, malaias, filipinas e indonésias para a gravação dos clipes das novas canções, a mesma transmitiu na Nick Jr. da Austrália em 6 de outubro de 2014. 
Em seu comunicado no YouTube pelo canal LoliBoli (referente a grife de roupa infantil, lançada por Lauren) em 12 de junho de 2014, Lauren Brant anuncia despedida do grupo Hi-5, e até julho de 2014, retorna ao grupo somente para a turnê australiana, mas diz que não se desligaria da franquia em que ela ficou durante cinco anos e meio. Dedicando-se apenas à sua nova grife (LoliBoli), na qual, ela lançou desde 2013. No lugar, está Tanika Anderson, que até então foi revelada antes do ocorrido, gravou a 15ª temporada desde abril de 2014.
"Hi-5 House" começou a ser transmitida na América Latina desde 17 de novembro de 2014 pelo Discovery Kids. A série foi temporariamente cancelada desde 21 de março de 2015 devido a exibição da série latina do mesmo nome, mas a série retornou a programação do Discovery Kids na Argentina em 15 de junho de 2015, e a 14ª temporada retornou ao Brasil aos domingos às 16h30 e movido para aos sábados às 9 da manhã no começo de outubro e no mesmo horário é exibida aos domingos. Dia 9 de agosto de 2015 ao meio-dia, foi exibido o 22º episódio inédito da mesma temporada e em setembro eram exibidos novos episódios da semana do remake de "Todos os Bichos". Foi exibida às 9 da manhã de sábados e domingos com novos episódios, o último episódio da 14ª temporada foi no dia 5 de dezembro de 2015. A 15ª temporada estreou em 4 de abril de 2016 no DK com apenas 10 episódios e a 16ª temporada desde 25 de março de 2016 com nova dublagem para a Netflix. Em 4 de março de 2018, Hi-5 retorna à programação do Discovery Kids com a continuação da 15ª temporada, e retornou novamente no dia 20 de maio de 2018.
Em 23 de agosto de 2015, Stevie Nicholson anunciou sua saída do elenco de Hi-5 para 21 de dezembro de 2015 e seu último show foi nas Filipinas. Ele passou a cuidar do livro infantil Superdudes.
Em 10 de janeiro de 2016 a partir das turnês, marcava a estreia de Lachie Dearing, e ao mesmo tempo, os últimos shows de Ainsley Melham. Em 10 de fevereiro de 2016, Gabe Brown assumia o posto dando continuidade aos shows do grupo, mas Gabe desistiu da banda em maio de 2016, no mesmo período em que entrou o australiano Chris White.

### 2015: Novas adaptações
A versão latina da série intitulada "Hi-5 Fiesta" que começava a ser transmitido no México desde o dia 21 de dezembro de 2014 e estreou pela primeira vez no Brasil em 14 de fevereiro de 2015 (13h30) no Discovery Kids; o elenco ficou por conta do colombiano Javier Ramírez, o mexicano Adán Allende, a brasileira Milena Martines, a mexicana Carolina Ayala e a argentina Stefanía Roitman. E assim como as temporadas 14 em diante do Hi-5 (ambas na fase Casa do Hi-5), tinha 25 episódios. Na segunda temporada, apresentava o novo integrante chamado Rodrigo Llamas. A produção desta série foi cancelada após o fim da 2ª temporada.
Além disso, foi anunciada a versão filipina do programa no mesmo ano, e a série começou a ser transmitido no TV5 desde o dia 15 de junho de 2015. Os integrantes eram Rissey Reyes, Gerard Pagunsan, Alex Reyes, Fred Lo, e Aira Binas. Fely Irvine, que foi a integrante australiana, esteve presente na festa de lançamento da série. A série também foi finalizada após o fim da 2ª temporada. 
Já em 27 de novembro de 2017, foi lançada a versão indonésia pelo canal Trans7. A última geração do elenco australiano participou do lançamento desta nova versão enquanto fazia turnê em Jacarta. O grupo é formado por Dewa Dayana, Vabyra Mauriz, Claresta Ravenska, Cindya Ayu e Alvin Lapian.[carece de fontes?]

### 2016-2018: Hi-5 volta ao Nine Channel com a próxima geração e produção cancelada em 2018
Após 4 anos nas mãos da empresa malaia que lançou 3 temporadas do Casa do Hi-5, o Canal Nine da Austrália renova sua parceria com a franquia Hi-5 para lançar uma nova temporada australiana com um novo elenco, Lachie Dearing confirma sua permanência e recebe novos amigos: Bailey Spalding, Courtney Clarke, Joe Kalou, e Sinobhan 'Shay' Clifford (revelado em 14 de dezembro de 2016), que também contou com um novo cenário. Como a produção malaia estava em declínio com a franquia em relação a questões contratuais, a Nine comprou o grupo de volta ao promover renovação a ele e a decisão só foi revelada em 4 de dezembro de 2016, Mary Lascaris, Tanika Anderson e Dayen Zheng deixam o grupo. O último show delas antes do anunciado foi em Marina Bay Sands, em Singapura. Já dois dias depois, Chris White, mesmo não tendo trabalhado em nenhuma temporada da série, também anunciou saída do grupo no final de 2016. A 17ª temporada era gravada na Malásia, e estreou em 15 de maio de 2017 no canal 9Go! na Austrália. A 18ª temporada (que seria a segunda desta geração) estava sendo gravada, trazendo alguns elementos e remakes de outras temporadas, porém as gravações foram interrompidas, antes que o escritório de produção australiana fosse fechado e a marca fosse transferida novamente para Singapura. Todos os cinco membros anunciaram suas saídas e o grupo adotou membros temporais da turnê para o restante de 2018. Contudo, a temporada única com esta geração permanece sem data de estreia na América Latina, inclusive no Brasil.

### 2018-2020: A volta temporária de dois conhecidos do Hi-5 com novos integrantes para o show em dezembro
Em seu comunicado no dia 12 de outubro de 2018, Stevie Nicholson postou nas redes sociais dentro do Hi-5 que estará fazendo um importante anúncio de que em dezembro, ele e Tanika Anderson (revelada no dia 18 de outubro de 2018) voltaram ao grupo somente na turnê Hi-5 Supers, substituindo a formação anterior com mais três dos integrantes da formação seguinte, os dois representam algumas gerações anteriores. A partir de 2018, o grupo era composto por Jacqui Bramwell, Mitch Lagos, Dani Mirels, Tara Lee Carter e Jarrod Barke até 2020. Até hoje o Hi-5 está em inatividade.

## Episódios
Uma "característica" do Hi-5 é que ele é dividido em temas, que são conjuntos de 5 episódios. Cada tema exibe uma música, exibida duas vezes em cada episódio, nos quadros musicais.
A versão australiana produziu 645 episódios em 16 temporadas, dos quais 435 episódios (10 temporadas) são da 1ª fase, 135 episódios (3 temporadas) são da segunda e a temporada restante, com 25 episódios, pertence ao Hi-5 House (3ª fase). A versão americana produziu 70 episódios em 2 temporadas. A inglesa produziu 40 episódios em apenas uma temporada. a versão vietnamita intitulada Chao Be Yeu teve uma única temporada de 45 episódios, Festa Hi-5 produziu 25 episódios e a recente Hi-5 Filipinas produz 45 episódios a cada temporada.[carece de fontes?]
As versões não australianas estiveram em hiato, por isso, tiveram pouco número de episódios.[carece de fontes?]

## Versões

### Hi-5 Austrália
O Hi-5 Austrália é o formato original da franquia Hi-5, ou seja, é a primeira versão a surgir. Devido ao elenco, esta versão foi dividida em três fases na TV, e a partir de 2017 entra para a sua quarta fase: a primeira, iniciada em 1999, no surgimento da série, e encerrada em 2008, com a despedida do elenco original; a segunda, entre 2009 e 2012; a terceira, com o nome de Hi-5 House, produzida em 2013 em Singapura e 2014/ 2015 na Malásia; e a quarta, voltaria a ser produzida na Austrália na fase Revival da franquia, mas mudou-se novamente para a Malásia. Esta versão até o momento, teve 670 episódios produzidos em 17 temporadas. [carece de fontes?]

### Chào Bé Yêu (versão vietnamita)
Esta é a versão vietnamita do Hi-5, que estreou em 2012. É o primeiro Hi-5 a não ser gravado em inglês, mas sim, em língua vietnamita. [carece de fontes?]

### Festa Hi-5 (versão latina)
A versão latino-americana da série começou como não-oficial por conta de covers oficiais que fizeram shows cujas adaptações das turnês "Hi-5 Move Your Body Tour" do elenco americano e "Hi-5 Surprise Party Tour" do elenco australiano. Mas a partir de 2014, foi criado oficialmente com um elenco totalmente novo, Hi-5 Fiesta (ou Festa Hi-5, como é chamado aqui) foi gravado nos estúdios da Telefe da Argentina, transmitido no México em dezembro de 2014 e que estreou pela primeira vez no Brasil em 23 de fevereiro de 2015 pelo Discovery Kids. Foi a segunda versão a não ser gravada em inglês.

### Hi-5 Filipinas
Os produtores executivos da TV5 em Manila, Filipinas, entrava em discussão sobre o anúncio da versão de seu país. [carece de fontes?] Foi a terceira versão em outra língua que não seja inglês da série e estreou em 15 de junho de 2015, os integrantes eram: Fred Law, Gerhard Krysstopher, Alex Reyes, Sherisse Reyes (ou Rissey) e Aira Biñas (feminino). [carece de fontes?]

### Hi-5 Indonésia
Estreia em 27 de novembro de 2017, a versão indonésia foi exibido no canal Trans7. O elenco atual australiano participou do lançamento desta nova versão enquanto fazia turnê em Jacarta. O grupo é formado por Dewa Dayana, Vabyra Mauriz, Claresta Ravenska, Cindya Ayu e Alvin Lapian.

## Filmes e projetos
Foi lançado em 25 de fevereiro de 2013, na Austrália e na Nova Zelândia, o filme Hi-5: Some Kind of Wonderful, que foi exibido na íntegra em março. No Brasil, não houve data de transmissão antes da confirmação da 14ª temporada. O filme (em forma de documentário) é sobre as audições de um concurso promovido pela produção, até a escolha dos novos integrantes (Mary Lascaris e Ainsley Melham).
Além do filme, a produção trabalharia em um projeto de spin-off como Hi-5: World Chats (O Mundo de Tata): a fantoche que estava a frente da integrante no quadro Words Game (em português: Jogo de Palavras), inicialmente teria uma série própria, porém, a série foi substituída por um quadro próprio intitulado A Casa da Tata, da 14ª temporada de Hi-5.

### Peças teatrais
Como o elenco próprio não vem nos países da América Latina (como o Brasil) até o momento, havia uma versão teatral em território nacional (com o mesmo elenco da versão da América Latina da versão americana e atualmente da versão australiana de 2009) do Hi-5, a última apresentação foi em Recife, Pernambuco em 2012.

## A exibição noBrasil
O Brasil é o único país lusófono (isto é, falante da língua portuguesa) que transmite a série.

### Informações e história
O Hi-5 é exibido no Brasil pelo canal Discovery Kids com a dublagem da Vox Mundi desde 2007; mas a primeira fase da versão australiana e a versão inglesa ainda nunca foram exibidas no Brasil até hoje. A estreia da série no Brasil foi em 2007 através da contraparte americana, porém, com o fim desta versão, deu lugar à segunda fase da versão australiana, que começava a expandir por mais de 80 países, inclusive no Brasil, em que estreou no último bimestre daquele ano, sendo considerada a primeira temporada original na América Latina, porém, muitas vezes foi contada como a terceira temporada da franquia. Logicamente, todas as músicas das temporadas exibidas são dubladas tanto em português, quanto em espanhol. Atualmente estão sendo reprisados os episódios da 2ª fase da versão somente às 02h41min (todos os dias). Desde 17 de novembro de 2014, começava os novos episódios da 3ª fase. Em 23 de março de 2015, foi imediatamente substituído por Festa Hi-5 no horário e que também ganhava mais um horário, ao meio dia. A Casa do Hi-5 voltava à programação apenas nos fins de semana, às 9h00min. Mas voltou apenas a exibição diária em dezembro de 2015.

### Versões da série exibidas no Brasil
A tabela está em ordem cronológica anual da transmissão original nos países de cada versão.
| Programa ou filme            | Tradução no Brasil           | Canal de TV            | Temporadas e episódios                                                                   | Dublagem  | Período de exibição                            | Status |
| ---------------------------- | ---------------------------- | ---------------------- | ---------------------------------------------------------------------------------------- | --------- | ---------------------------------------------- | --- |
| Hi-5                         | Hi-5 Austrália               | Discovery Kids Netflix | Mais de 200 episódios (das 6 temporadas), além de 2 episódios com duração de 75 minutos. | Vox Mundi | 2 de novembro de 2009 - 16 de dezembro de 2018 | As 10 temporadas originais ainda não foram transmitidas no Brasil antes da 11ª temporada desde 2 de novembro de 2009 em diante. A 16ª temporada estreou na Netflix em 25 de março de 2016 e estreou no DK em 7 de outubro de 2018 com a mesma dublagem. A 15ª temporada foi a mais que teve maior hiato no Discovery Kids. Só voltou aos domingos desde 4 de março de 2018 (ainda com pausas da programação). |
| Hi-5                         | Hi-5 Estados Unidos          | Discovery Kids         | 70 episódios (das temporadas 1 e 2)                                                      | Vox Mundi | 5 de fevereiro de 2007 - 30 de outubro de 2009 | Produção finalizada em 2006, transmissão finalizada no Brasil em 2009. |
| Hi-5                         | Hi-5 Inglaterra              | -                      | -                                                                                        | -         | -                                              | Produção finalizada em 2011, porém ainda não foi transmitido no Brasil. |
| Hi-5: Some Kind of Wonderful | Hi-5: Tudo Ficou Maravilhoso | A confirmar            | -                                                                                        | -         | -                                              | Ainda não foi transmitido no Brasil |
| Chào Bé Yêu                  | Hi-5 Vietnã                  | -                      | -                                                                                        | -         | -                                              | A versão teve 2 temporadas, mas a série ainda não foi transmitida em nenhum dos países ocidentais. |
| Hi-5 Fiesta                  | Festa Hi-5                   | Discovery Kids         | 50 episódios (das 2 temporadas)                                                          | Vox Mundi | 23 de março de 2015 - 30 de setembro de 2020   | Produção finalizada em 2016, transmissão finalizada no Brasil em 2017. |
| Hi-5 Filipinas               | Hi-5 Filipinas               | -                      | -                                                                                        | -         | 15 de junho de 2015 - hoje                     | A série ainda não foi transmitida em nenhum dos países ocidentais. |

## Dublagem brasileira
| Ator             | Dublador (Fala)   | Dublador (Canto)  |
| ---------------- | ----------------- | ----------------- |
| Stevie Nicholson | Thiago Zambrano   | Che Leal          |
| Casey Burgess    | Luciana Baroli    | Maíra Paris       |
| Tim Maddren      | Robson Kumode     | Lupa Mabuze       |
| Fely Irvine      | Déborah Moreira   | Déborah Moreira   |
| Lauren Brant     | Clarice Espíndola | Clarice Espíndola |

- Estúdio de dublagem: Vox Mundi [5]

## Quadros

### Individuais
Os quadros individuais são os comandados por apenas um integrante, embora possa haver mais gente neles.[carece de fontes?]
Making Music (Fazendo Música)
Este segmento apresenta coisas variáveis que relaciona aos sons, imaginações e músicas.
- Tim Harding (1ª a 9ª temporadas), Stevie Nicholson (10ª temporada), Tim Maddren (11ª a 13ª temporadas), Ainsley Melham (14ª a 16ª temporada) e Joe Kalou (17ª temporada).
- Curtis Cregan (1ª e 2ª temporadas)
- Chris Edgerley
- Adán Allende (Donnie) (1ª temporada)  Rodrigo Llamas (Rodri) (2ª temporada)
- Gerhard Krysstopher

Words Game (Jogo de Palavras)
Na vinheta do segmento, é apresentada uma palavra diferente a cada semana. Acompanhada por Tagarela, mais conhecida como Tata, ela conversa sempre e divide suas criatividades, brincadeiras e muita diversão.
- Kellie Crawford (1ª a 10ª temporadas), Casey Burgess (11ª a 13ª temporadas), Lauren Brant (apenas na 14ª temporada), Tanika Anderson (15ª e 16ª temporada) e Courtney Clarke (17ª temporada).
- Jennifer Korbee (1ª e 2ª temporadas)
- Emma Nowell
- Stefania Roitman (Stefi)
- Aira Biñas

Body Moves (Mexa-se / Brincadeiras)
Movimentos é um segmento solo, no qual, ela faz aquecimentos corporais e danças. Brincadeiras é outro bloco da mesma usando objetos variáveis.
- Charli Robinson (1ª a 10ª temporadas), Lauren Brant (11ª a 13ª temporadas), Mary Lascaris (14ª a 16ª temporada) e Bailey Spalding (17ª temporada).
- Karla Mosley (1ª e 2ª temporadas). Yasmeen Sulieman foi a integrante a fazer parte do grupo nos turnês.
- Jenny Jones
- Carolina Ayala (Carol)
- Sherisse Reyes (Rissey)

Shapes in Space (Formas Espaciais)
É um segmento homônimo de elementos formáveis, além de coisas variáveis como viagens, diversão, entre outros.
- Nathan Foley (1ª a 10ª temporadas); Stevie Nicholson (11ª a 16ª temporadas); Lachie Dearing (17ª temporada).
- Shaun Corbett (1ª e 2ª temporadas). Sydney James foi o integrante a fazer parte do grupo nos turnês.
- Luke Roberts
- Javier Ramires (Javi)
- Fred Law

Puzzles and Patterns (Quebra-cabeças e Desenhos)
É um segmento em que ela é vista decorando esculturas ou criando alguma coisa, às vezes com a misteriosa ajuda de Jup Jup.
- Kathleen de Leon Jones (1ª a 8ª temporadas), Sun Park (9ª e 10ª temporadas), Fely Irvine (11ª a 13ª temporadas), Dayen Zheng (14ª a 16ª temporada) e Shay Clifford (17ª temporada).
- Kimee Balmilero (1ª e 2ª temporadas)
- Cat Sandion
- Milena Martines (Mile)
- Alex Reyes

Os quadros individuais podem ter a presença de um ou mais integrantes, dependendo do coreógrafo e da produção, mas um quadro ou mais podem se ausentar durante um episódio, ou seja, com exceção dos técnicos (créditos e boas-vindas) e dos quadros musicais (os três últimos são presentes em todos os episódios do Hi-5), os demais se alternam, mas o quadro Body Moves pode ser feito até 3 vezes num episódio devido ao curto tempo.[carece de fontes?]

### Coletivos
Os quadros coletivos são comandados por mais de um integrante.
- Dica do Dia:  É vista nas temporadas 10, 11 e 12 do Hi-5 Austrália e na versão inglesa. Este quadro é um incentivo às crianças na aprendizagem nas atividades físicas e fundamentais. Nathan Foley (2008), Stevie Nicholson (2008-2010) e Tim Maddren (2009-2010) foram os integrantes masculinos a saírem do estúdio para ensinar seu público a praticar as atividades ou esportes. O mesmo quadro foi incluído na versão inglesa do programa: Chris Edgerley e Cat Sandion também saíram do estúdio para realizar as mesmas funções de Nathan, Stevie e Tim. Mais tarde foi removido na 13ª temporada.
- Histórias Compartilhadas:  Quatro dos cinco integrantes do Hi-5 participam como personagens de uma história musical enquanto o outro faz a narração. Em alguns episódios é narrada por Tata, enquanto todos os cinco participam como personagens. Da 12ª e 13ª temporada, os telespectadores adivinhavam onde fica algum tesouro escondido no fundo do cenário de acordo com um dos integrantes antes de começar a narração da história, e que depois, é mostrado no fim. Ao contrário da "Dica do Dia", este tem todos os integrantes. Desde a 14ª temporada, o quadro se reveza com "A Mundo do Tata".
- Quadro Musical:  Há sempre a música do tema. Começa os episódios (depois da canção) e termina com a mesma (antes dos créditos). Mas, assim como a história, este tem todos os integrantes, mas está presente em todos os episódios do Hi-5, assim como os técnicos (veja abaixo). Na 10ª temporada, com exceção de "Playtime", eles anunciam um episódio ainda no palco, o mesmo ocorreu com a versão britânica.
- Bem-vindos à Casa do Hi-5: A partir da 14ª a 16ª temporada, é exibida após o quadro musical temático, o grupo se une ao lugar principal para anunciar um episódio. Em alguns momentos, fazem coisas divertidas e engraçadas.

Com exceção das vinhetas e da Dica do dia (temporadas 10, 11 e 12 na versão original, e uma na versão inglesa), os integrantes humanos usam microfones headsets durante as filmagens da série.
Durante o último quadro musical, aparecem os nomes dos integrantes no rodapé da tela, porém, o primeiro nome de cada um é falado por eles depois da música (exceto para dois dos especiais e no Hi-5 Fiesta, os créditos eram exibidos na parte final da música).[carece de fontes?]